# Schronisko na Zelenicy
Schronisko na Zelenicy (słoweń. Planinski dom na Zelenici) – schronisko turystyczne, które leży na Przełęczy Zelenickiej (Zeleniško sedlo) między granicznym grzbietem Na Možeh na północy i ścianą Begunjščicy na południu. Obszar Zelenicy jest znany jako ośrodek sportów zimowych. Z przełęczą Ljubelj jest połączony wyciągiem krzesełkowym. Oprócz przygotowanych nartostrad oferuje też narciarstwo turowe z okolicznych szczytów. Schroniskiem zarządza PD (Towarzystwo Górskie) Tržič. Schronisko jest otwarte od piątku po południu do niedzieli wieczór i we wszystkie święta. W czasie pracy ośrodka narciarskiego Zelenica schronisko jest otwarte też w pozostałe dni. Dla grup także po umówieniu się. 
Łóżka w pokojach – 50 (1 pokój 2-osobowy, 1 pokój 3-osobowy, 1 pokój 4-osobowy, 3 pokoje 5-osobowe, 2 pokoje 8-osobowe, 1 pokój 10-osobowy ze wspólnym miejscami leżącymi). Dodatkowe miejsca awaryjne w przypadku zajęcia całego schroniska.
Jadalnia na 70 miejsc, świetlica na 30 miejsc. Gościom schroniska jest do dyspozycji bezpłatny bezprzewodowy dostęp do internetu, który jest używany przede wszystkim do działalności Górskiego Centrum Naukowego.

## Historia
Schronisko leży na małej równinie przełęczy Zelenickiej między północną ścianą Begunjščicy i południowym zboczem granicznego grzbietu Na Možeh. Pierwsze schronisko na Zelenicy w 1929 wybudowało pięciu przedsiębiorców, jednak nie chcieli jej wynająć Tržickiej filii Słoweńskiego Towarzystwa Górskiego (SPD); schronisko zostało spalone podczas okupacji. W 1950 zaczęli budować schronisko górskie pracownicy szkoły milicji, która znajdowała się wtedy w Begunjach; niedokończone schronisko 15 grudnia 1952 wynajęło PD Tržič, które je prowizorycznie urządziło i następnego roku też otwarło. Na mocy umowy między RSNZ (Republikańskim Sekretariatem Spraw Wewnętrznych), który był właścicielem budynku i PZS (Słoweńskim Związkiem Górskim), 24 lipca 1962 PD Tržič dostało obiekt na trwałą własność. Schronisko po przejęciu w pełni dokończono i urządzono oraz uroczyście otwarto 19 stycznia 1966. W 1992 nadbudowano przedsionek i w ten sposób urządzono izbę naukową. Schronisko w grudniu 1999 całkowicie spłonęło. Towarzystwo go odbudowało i jest od 2011 znów otwarte.

## Dostęp
- 1,30 h: z Ljubelja (1058 m, Tržič)
- 3 h: z doliny Završnicy (Žirovnica), koło Tinčkovej chaty
- 3.30 h: z Valvasorjevego domu pod Stolem (1181 m), koło Zabreškiej planiny

## Sąsiednie obiekty turystyczne
- 3 h: do Chaty Klagenfurckiej (słoweń. Celovška koča, niem. Klagenfurter Hütte, 1663 m) w austriackiej Karyntii, przez przełęcz Belščica
- 3,30 h: do Prešernovej kočy na Stolu (2174 m)
- 2 h: do Roblekovego doma na Begunjščicy (1657 m)
- 15 min: do schroniska przy źródle Završnicy (Dom pri izviru Završnice, 1425 m)
- 2.30 h: Begunjščica (2060 m)
- 3.30 h: Stol (2236 m)
- 2 h: Vrtača (2181 m)